# Sonic Syndicate
Sonic Syndicate es una banda sueca de heavy metal originaria de Falkenberg, Halland. Están influenciados por bandas de death metal melódico como In Flames y Soilwork, también de bandas de metalcore como Killswitch Engage y Bullet For My Valentine y hasta de bandas de rock alternativo como Story of the Year.
La banda fue fundada en 2002 por los hermanos Richard (voz) y Roger Sjunnesson (guitarras), Robin Sjunnesson (guitarras), bajo el nombre de Fallen Angels, finalmente para cambiar a Sonic Syndicate en 2004. A partir de hoy la banda está compuesta por Robin (ahora el único miembro original), junto con el cantante británico Nathan J. Biggs, la bajista Karin Axelsson y el baterista John Bengtsson.

## Historia

### Primeros años
Con su primer nombre grabaron tres demos: Fall From Heaven, Black Lotus y Extintion, antes de firmar con el sello Pivotal Rockrdings en 2004. Más tarde la banda cambió su nombre a Sonic Syndicate y grabaron su álbum debut con ese nombre, Eden Fire.

### Eden Fire y tours
La banda dio tours exclusivamente en Suecia para presentar el disco Eden Fire, junto a bandas como Avatar. Al principio de febrero de 2006, durante su tour con Avatar, el baterista Kristoffer Bäcklund dejó la banda y fue reemplazado por John Bengtsson. En 2006 también se produjo la salida del tecladista Andreas Mårtensson y la adición de un segundo vocalista, Roland Johansson. Después del tour, la banda comenzó a grabar nuevo material a principios de marzo del mismo año.

### Sello Nuclear Blast y disco Only Inhuman
En el verano de 2006, la banda entró a un concurso celebrado por el sello discográfico Nuclear Blast, el cual trabaja con una gran variedad de bandas del mismo género. De alrededor de 1.500 bandas, Sonic Syndicate fue elegida entre los tres ganadores y se les ofreció un nuevo contrato para grabar con el mencionado sello. En noviembre entraron a Black Lounge Studios para grabar un nuevo álbum con Jonas Kjellgren de Scar Symmetry. El disco fue titulado Only Inhuman y se lanzó el 18 de marzo de 2007. La banda hizo un video para el sencillo principal, "Denied", con el renombrado productor Patric Ullaeus, quien más tarde seguiría produciendo todos los videos de la banda.
Los vocalistas Richard Sjunnesson y Roland Johansson también cantaron para un álbum compilatorio titulado Nuclear Blast All Stars: Out of the Dark con el guitarrista original de Warrel Dane, Peter Wichers. La banda tocó en 2007 en el Wacken Open Air Festival y en varios festivales europeos. En el invierno de 2007, compañados por Amon Amarth, dieron un tour por varios estados. El grupo también participó en el tour Darkness Over X-Mas con Caliban y Heaven Shall Burn, y recorrieron exclusivamente Europa junto a Dark Tranquility y Soilwork, bandas pioneras -además de In Flames- del género que toca Sonic Syndicate.

### Love And Other Disasters
En marzo de 2008 el grupo comenzó a grabar su tercer álbum en los estudios Black Lounge de Jonas Kjellgren en Avesta. En marzo del mismo año la banda regresó a Norteamérica como teloneros de Nightwish. En junio fueron tema de la revista Revolver ya que la bajista Karin Axelsson fue nombrada una de las "Chicas más Calientes en el Metal". Su disco Love And Other Disasters fue lanzado finalmente en septiembre de 2008. El primer sencillo, "Jack Of Diamonds", está acompañado por un video nuevamente producido por Patric Ullaeus, al igual que "My Escape". A finales del 2008 la banda realizó un tour por Alemania y Escandinavia. Sonic Syndicate afirmó en su sitio oficial que el siguiente sencillo del álbum será "Power Shift" el cual debutará a principios del 2009, pero no será el último sencillo del álbum. Roger Sjunnesson ha creado un blog (Roger Sjunnesson's blog, en sueco) con fotos mostrando la realización de los videos "Power Shift" y "Contradiction".
El 30 de marzo de 2009 el grupo confirmó que uno de los vocalistas de Sonic Syndicate, Roland Johansson, dejó el grupo debido a razones personales. Este fue sustituido por Nathan James Biggs, con el que han lanzado un sencillo y una reedición del disco.

### Burn This City EP
Tras la marcha de Rolland, el grupo lanzó un disco recopilando varias canciones de trabajos anteriores y añadieron el sencillo Burn This City y Rebellion in the Nightmareland. También grabaron el videoclip de Burn This City y empezaron el Burn This City Tour. La grabación del nuevo disco We Rule the Night estaba en proceso.

### We Rule The Night
El nuevo disco We Rule The Night salió el 27 de agosto de 2010 en España, los sencillos principales fueron Revolution, Baby y Turn it Up, actualmente la banda está haciendo el We Rule The Night Tour. A principios de éste, Richard Sjunnesson, cantante fundador de la banda dejó el grupo por discrepancias con el nuevo estilo de música más comercial. Fue sustituido por Christoffer Andersson.
Luego de que Richard dejara la banda anunció que estaba creando una nueva banda, The Unguided, la cual sus miembros son: Richard, su hermano Roger y Roland (antiguo vocalista de Sonic Syndicate), Henric Carlsson (bajista de los Dead By April y Richard Schill a la batería.

### Hiatus y nuevo álbum
En septiembre de 2011, Roger declaró en una entrevista (en sueco) que la banda iba a tomar un descanso después del verano. Roger y John ambos se centraron en The Unguided , Nathan comenzó la revisión de la música de Metal Hammer , y Karin se ha comenzado a estudiar .
El 7 de mayo de 2012, la banda anunció en Facebook que iban a reunirse una vez más para cotitular Vekeri Fesztivál en Hungría por 21 a 23 junio .
También se anunció que Roger Sjunnesson ya no era parte de la banda. Las razones por las cuales no se conocen, pero Roger todavía está en buenos términos con todos los miembros de la banda.
Sustituto no ha sido anunciado aún . Además de esto, John Bengtsson ya no es con The Unguided .
El 5 de mayo de 2013, la banda anunció a través de Twitter que la pausa ha terminado. También anunciaron que habían iniciado el proceso de grabación de un nuevo álbum. Se anunció el 25 de abril de 2014 que el nuevo disco homónimo se lanzó el 4 de julio. También se reveló que Björn Strid de Soilwork proporcionaría vocalista invitado en la pista, "Antes de fin de semana" . La banda lanzó el primer sencillo del álbum titulado Black Hole Halo el video lírico fue lanzado en el canal oficial de YouTube de Nuclear Blast el 16 de mayo.

## Estilo
El estilo de Sonic Syndicate ha cambiado radicalmente en los últimos años . Los Demos Fallen Angels ' no contenía voces limpias del todo y tenía un sonido similar a bandas de death metal melódico en sus épocas tempranas de Dark Tranquillity y In Flames. Eden Fire contó con voces limpias en algunas pistas , así como algunas voces femeninas ocasionales de la bajista Karin Axelsson .
Su segundo álbum Only Inhuman tenía muchas nuevas adiciones al sonido de la banda. Las voces limpias eran ahora una característica de tiempo completo ( en este punto , la banda contaba con dos vocalistas en lugar de uno) y la banda comenzó a incluir elementos de metalcore en su música. También incluyó la primera balada registrada de la banda (" Enclave ") . Love and Other disasters presentaron menos sintetizadores " llamativos " (en su mayoría) y canciones sobre todo más lentas que antes y fue comercialmente más exitoso que Only Inhuman y Eden Fire.
Su EP 2009 Burn This City contó con dos canciones. La pista del título era amigable para la radio con la voz y los sintetizadores en su mayoría limpias , mientras que la canción " Rebelión En Nightmareland " tenía un sonido un tanto similar a Eden Fire y Only Inhuman al ser muy agresivos en dinámica de tener ambas voces (limpias y desgarradas).
Su cuarto álbum We Rule the Night es un álbum muy suave en comparación con todas sus versiones anteriores , ya que incluye el sonido del metalcore, pero también incorpora otros nuevos a su estilo como el nu metal. También hay un uso justo de las guitarras acústicas , así como la corriente principal influencia de sintetizadores. Voces limpias también se ofrecen como la voz principal en comparación con sus anteriores discos; el We Rule the Night , sin embargo , las voces desgarradas han sido mixtos tras capas de guitarras distorsionadas, guitarras acústicas y sintetizadores dominantes, y las voces limpias han dejado intacto para atraer a un público más convencional, más joven.

## Miembros

### Miembros actuales
- Mr Nathan J. Biggs – voz líder (desde 2009)(cantante de "The Hollow Earth Theory")
- Robin Sjunnesson – guitarra (desde 2002) voz de apoyo (desde 2014)
- Michel Bärzén – bajo (desde 2015)
- John Bengtsson – batería (desde 2006)

### Miembros anteriores
- Richard Sjunnesson--Guturales — (desde 2002 hasta 2010)
- Roland Johansson--voz limpia — (desde 2006 hasta 2009)
- Andreas Mårtensson – teclado (2002–2006)
- Kristoffer Bäcklund – batería, voz (2004–2006)
- Magnus Svensson – bajo (2002–2004)
- Roger Sjunnesson – guitarra y sintetizadores (desde 2002)
- Karin Axelsson – bajo (desde 2004 hasta 2015)

## Discografía

### Álbumes de estudio
| Título                   | Fecha de lanzamiento     | Sello               |
| ------------------------ | ------------------------ | ------------------- |
| Eden Fire                | 13 de septiembre de 2005 | Pivotal Rockordings |
| Only Inhuman             | 18 de mayo de 2007       | Nuclear Blast       |
| Love and Other Disasters | 19 de septiembre de 2008 | Nuclear Blast       |
| We Rule The Night        | 23 de agosto de 2010     | Nuclear Blast       |
| Sonic Syndicate          | 4 de julio de 2014       | Nuclear Blast       |

### Sencillos
| Año  | Sencillo            | Álbum                    |
| ---- | ------------------- | ------------------------ |
| 2005 | "Jailbreak"         | Eden Fire                |
| 2007 | "Denied"            | Only Inhuman             |
| 2007 | "Enclave"           | Only Inhuman             |
| 2008 | "Jack of Diamonds"  | Love and Other Disasters |
| 2008 | "My Escape"         | Love and Other Disasters |
| 2009 | "Power Shift"       | Love and Other Disasters |
| 2009 | "Contradiction"     | Love and Other Disasters |
| 2009 | "Burn This City"    | Burn This City           |
| 2010 | "Revolution, Baby!" | We Rule The Night        |
| 2010 | "My own life"       | We Rule The Night        |
| 2010 | "Turn It Up"        | We Rule The Night        |

### Videos musicales
| Año  | Canción              | Álbum                    |
| ---- | -------------------- | ------------------------ |
| 2003 | "Soulstone Splinter" | Black Lotus              |
| 2007 | "Denied"             | Only Inhuman             |
| 2007 | "Enclave"            | Only Inhuman             |
| 2008 | "Jack of Diamonds"   | Love and Other Disasters |
| 2008 | "My Escape"          | Love and Other Disasters |
| 2009 | "Power Shift"        | Love and Other Disasters |
| 2009 | "Contradiction"      | Love and Other Disasters |
| 2009 | "Burn This City"     | Burn This City           |
| 2010 | "Revolution, Baby!"  | We Rule The Night        |
| 2010 | "My Own Life"        | We Rule The Night        |
| 2010 | "Turn It Up"         | We Rule The Night        |

### Demos
Los tres demos fueron lanzados con el nombre previo de la banda, "Fallen Angels."
| Título           | Fecha de lanzamiento | Sello         |
| ---------------- | -------------------- | ------------- |
| Fall From Heaven | 23 de mayo de 2003   | Independiente |
| Black Lotus      | 3 de octubre de 2003 | Independiente |
| Extinction       | 11 de junio de 2004  | Independiente |
| Sonic Syndicate  | Verano de 2006       | Independiente |